# Kirchbach (Inn)
Der Kirchbach ist ein etwa 15 km langer linker Zufluss des Inn in den Alpen in Deutschland.

## Verlauf
Der Kirchbach entsteht aus mehreren Gräben im Bereich der Lechneralm östlich der Hochsalwand. Nach zunächst ostwärtigem Verlauf bis zum Zugberg macht der Bach einen Knick nach Norden. Nach Zulauf des Zwieselbachs macht er einen weiteren Knick nach Osten bis ins Gemeindegebiet von Brannenburg. Dort wendet er sich wieder nordwärts, bis er bei Raubling in den Inn mündet. Kurz vor der Mündung geht nach links der Moosbach ab, der nach langem Nebenlauf erst in Rosenheim in den Inn einfließt.
Im Gemeindeteil Degerndorf fließt der Kirchbach auf ca. 500 m durch das Landschaftsschutzgebiet Brandl (LSG-00118.01).
Der Unterlauf des Kirchbachs durchfließt zwischen dem Inn und der ihn begleitende Bahnstrecke Kufstein–Rosenheim das Landschaftsschutzgebiet Inntal Süd (LSG-00595.01).

## Galerie

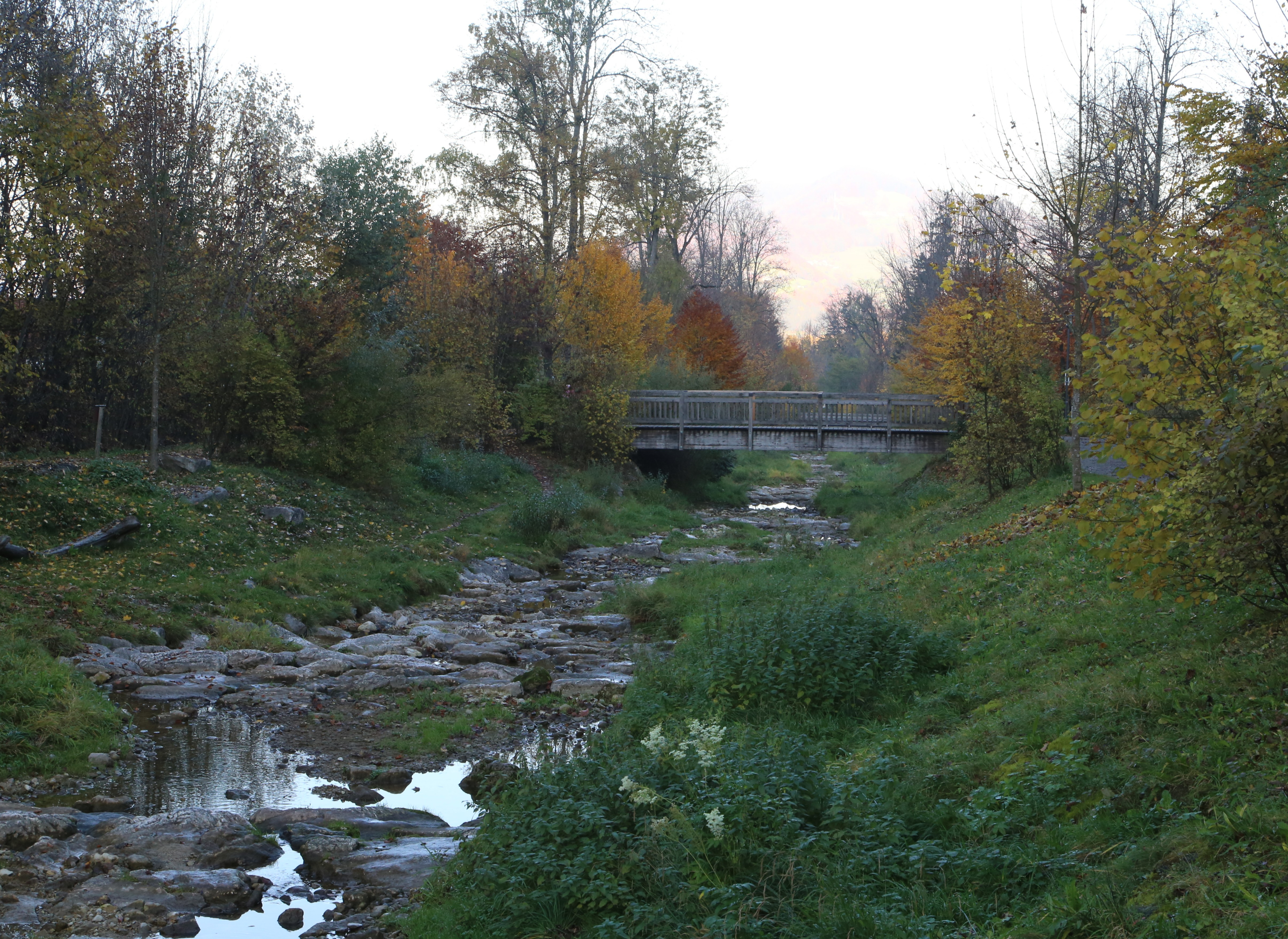
Kirchbach in Brannenburg
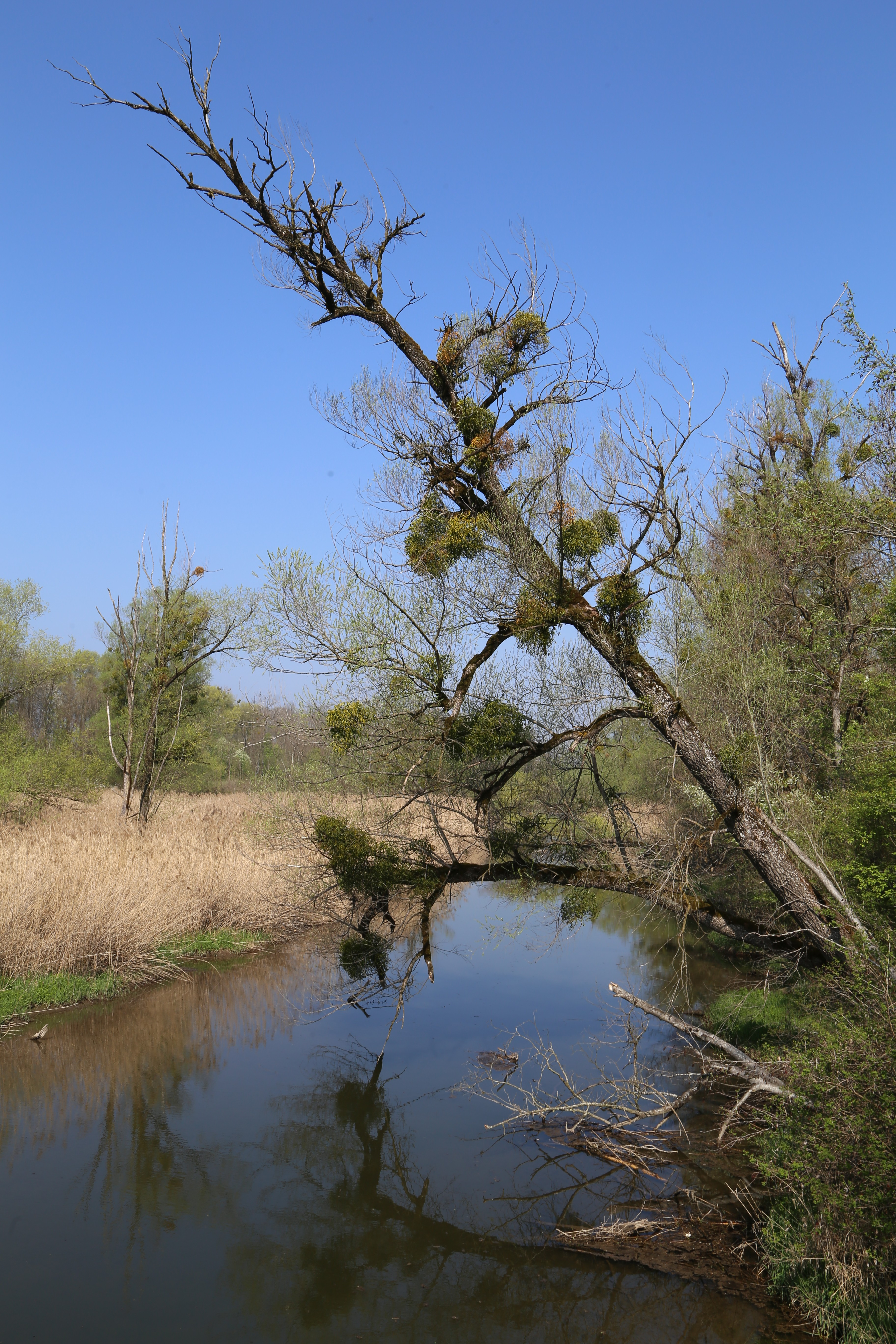
Kirchbach bei Kirchdorf, Raubling
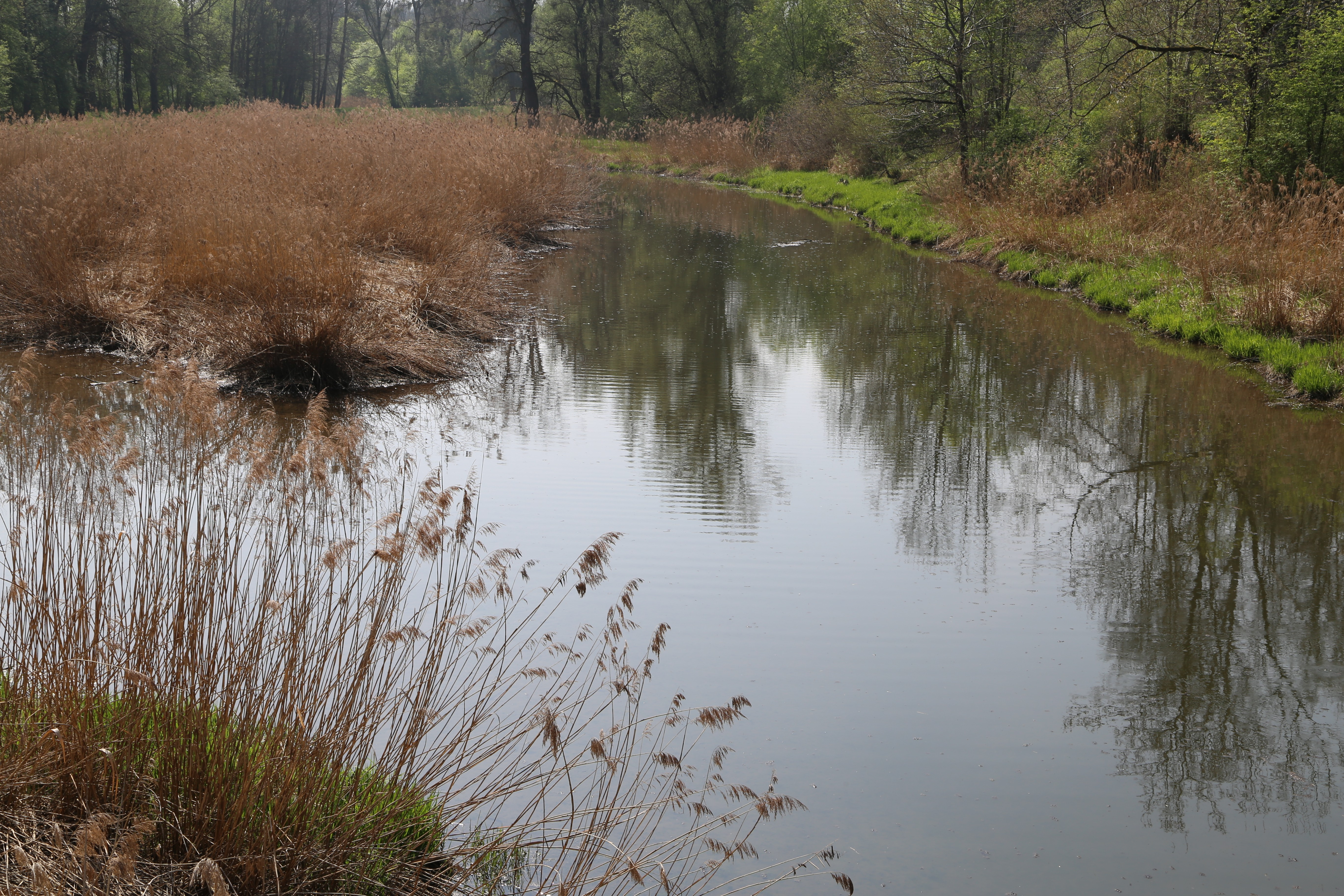
Kirchbach bei Kirchdorf, Raubling
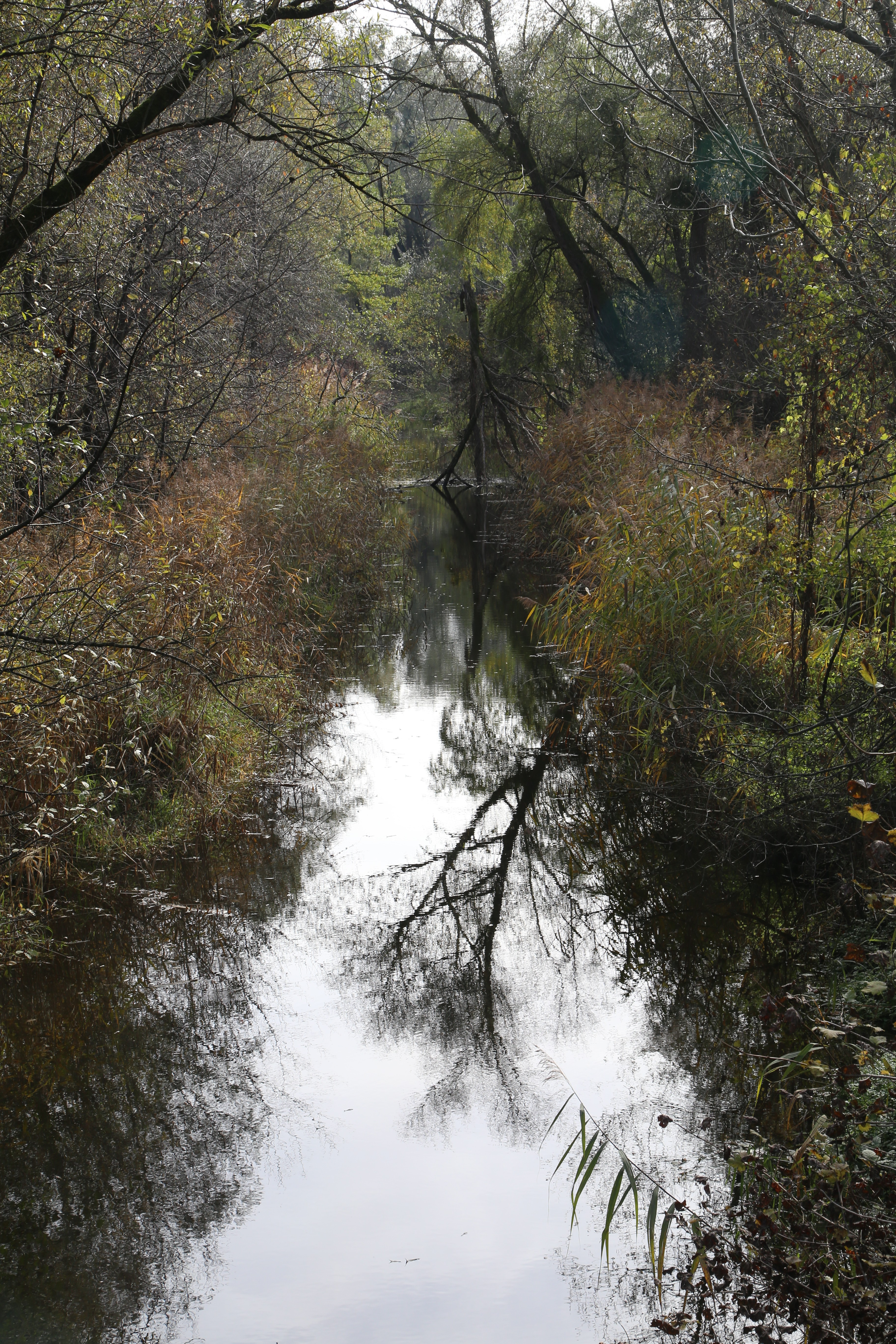
Kirchbach in der Nähe des Reischenharter Sees, Neubeuern